# Villa Erlanger
Ne doit pas être confondu avec Avenue Erlanger ou Rue Erlanger.
Pour les articles homonymes, voir Erlanger.
La villa Erlanger est une voie privée du 16e arrondissement de Paris, en France.

## Situation et accès
La villa Erlanger est une voie privée située dans le 16e arrondissement de Paris. Elle débute au 25, rue Erlanger et se termine en impasse.

## Origine du nom
Cette voie est nommée d'après le banquier allemand Émile d'Erlanger (Francfort-sur-le-Main, 19 juin 1832 – Versailles, le 22 mai 1911), propriétaire des terrains sur lesquels elle a été ouverte. Elle doit son nom à la rue Erlanger voisine.

## Historique
Un arrêté du 1er septembre 1932 qui avait classé cette voie et fixé les alignements et le nivellement a été rapporté par un autre arrêté du 26 décembre 1933.